# NHL 1952/53
Die NHL-Saison 1952/53 war die 36. Spielzeit in der National Hockey League. Sechs Teams spielten jeweils 70 Spiele. Den Stanley Cup gewannen die Montréal Canadiens nach einem 4:1-Erfolg in der Finalserie gegen die Boston Bruins. Auf den Tag genau zehn Jahre nach seinem ersten Tor erzielte „The Rocket“ Maurice Richard seinen 325. Treffer und führte damit die ewige Torschützenliste an. Am 9. Oktober wurde das erste Spiel im kanadischen Fernsehen übertragen.

## Reguläre Saison

### Abschlusstabelle
Abkürzungen: W = Siege, L = Niederlagen, T = Unentschieden, GF= Erzielte Tore, GA = Gegentore, Pts = Punkte
|                     | W  | L  | T  | GF  | GA  | Pts |
| ------------------- | -- | -- | -- | --- | --- | --- |
| Detroit Red Wings   | 36 | 16 | 18 | 222 | 133 | 90  |
| Montréal Canadiens  | 28 | 23 | 19 | 155 | 148 | 75  |
| Boston Bruins       | 28 | 29 | 13 | 152 | 172 | 69  |
| Chicago Blackhawks  | 27 | 28 | 15 | 169 | 175 | 69  |
| Toronto Maple Leafs | 27 | 30 | 13 | 156 | 167 | 67  |
| New York Rangers    | 17 | 37 | 16 | 152 | 211 | 50  |

### Beste Scorer
Abkürzungen: GP = Spiele, G = Tore, A = Assists, Pts = Punkte
| Spieler            | Team       | GP | G  | A  | Pts |
| ------------------ | ---------- | -- | -- | -- | --- |
| Gordie Howe        | Detroit    | 70 | 49 | 46 | 95  |
| Ted Lindsay        | Detroit    | 70 | 32 | 39 | 71  |
| Maurice Richard    | Montreal   | 70 | 28 | 33 | 61  |
| Wally Hergesheimer | NY Rangers | 70 | 30 | 29 | 59  |
| Alex Delvecchio    | Detroit    | 70 | 16 | 43 | 59  |
| Paul Ronty         | NY Rangers | 70 | 16 | 38 | 54  |
| Metro Prystai      | Detroit    | 70 | 16 | 34 | 50  |
| Red Kelly          | Detroit    | 70 | 19 | 27 | 46  |
| Bert Olmstead      | Montreal   | 69 | 17 | 28 | 45  |
| Fleming Mackell    | Boston     | 65 | 27 | 17 | 44  |

## Stanley-Cup-Playoffs
|  | Halbfinale | Halbfinale            | Halbfinale |  |  | Stanley-Cup-Finale | Stanley-Cup-Finale    | Stanley-Cup-Finale |
|  |            |                       |            |  |  |                    |                       |                    |
|  |            |                       |            |  |  |                    |                       |                    |
|  | 1          | Detroit Red Wings     | 2          |  |  |                    |                       |                    |
|  | 3          | Boston Bruins         | 4          |  |  |                    |                       |                    |
|  |            |                       |            |  |  | 3                  | Boston Bruins         | 1                  |
|  |            |                       |            |  |  | 2                  | Canadiens de Montréal | 4                  |
|  | 2          | Canadiens de Montréal | 4          |  |  |                    |                       |                    |
|  | 4          | Chicago Black Hawks   | 3          |  |  |                    |                       |                    |
|  |            |                       |            |  |  |                    |                       |                    |

## NHL-Auszeichnungen
| Art Ross Trophy:           | Gordie Howe, Detroit Red Wings   |
| Calder Memorial Trophy:    | Gump Worsley, New York Rangers   |
| Hart Memorial Trophy:      | Gordie Howe, Detroit Red Wings   |
| Lady Byng Memorial Trophy: | Red Kelly, Detroit Red Wings     |
| Vezina Trophy:             | Terry Sawchuk, Detroit Red Wings |